# Imoco Volley Conegliano
Imoco Volley Conegliano ist ein italienischer Frauen-Volleyballverein aus Conegliano, der in der italienischen Serie A1 spielt.

## Geschichte

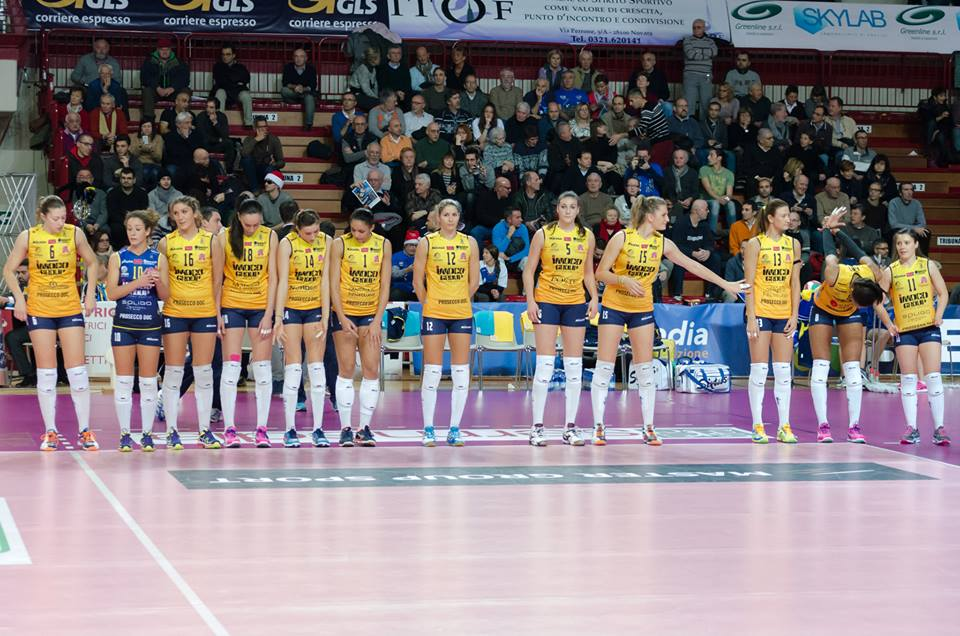
Team von Imoco Volley 2014/15

Der Verein wurde 2012 gegründet, nachdem zwei Monate zuvor Spes Volley Conegliano in die Insolvenz gegangen war. Durch den Kauf der Serie-A1-Lizenz der Parma Volley Girls spielte das Team von Beginn an in der höchsten italienischen Spielklasse, der Serie A1. Dort gehörte es von Anfang an zur Spitzengruppe. 2016, 2018, 2019 und 2021 gewannen die Frauen die italienische Meisterschaft, 2017, 2020 und 2021 den italienischen Pokal sowie 2016, 2018, 2019, 2020 den italienischen Superpokal. Hinzu kamen der Gewinn der Klub-Weltmeisterschaft 2019 und der Gewinn der Champions League 2021, 2024 und 2025.

## Erfolge
- 2016 Italienischer Meister
- 2016 Supercoppa Italiana
- 2017 Coppa Italia A1
- 2018 Italienischer Meister
- 2018 Supercoppa Italiana
- 2019 Italienischer Meister
- 2019 Sieger der Klub-Weltmeisterschaft
- 2019 Supercoppa Italiana
- 2020 Coppa Italia A1
- 2020 Supercoppa Italiana
- 2021 Coppa Italia A1
- 2021 Italienischer Meister
- 2021 Champions League
- 2024 Champions League
- 2025 Champions League